# 青柳種信
青柳 種信（あおやぎ たねのぶ）は江戸時代後期の国学者、福岡藩士。沖ノ島御番中に記した『瀛津島防人日記』、藩公式の地誌『筑前国続風土記拾遺』の編纂、三雲南小路遺跡出土物の研究等で知られる。

## 生涯

### 生い立ち
明和3年（1766年）2月20日、筑前国福岡城下地行六番町下之組、西側往還から10軒目に生まれた。父勝種は江戸や長崎、沖ノ島へ度々赴任して家を開けることが多かったため、安永5年（1776年）荒戸四番町馬廻組長浜九郎右衛門の許に預けられ、学芸を学んだ。
安永7年（1778年）3月父が隠居したため、青柳家に戻り家督を継いだ。安永10年（1780年）麁原村顕乗寺東隣金山家宅を借り、兄が養子に入った井本家と同居した。

### 2度の江戸勤番
天明2年（1782年）江戸詰となり、天明4年（1784年）江戸藩邸で侍講井土南山に左国史漢を学び、天明6年（1786年）村山新兵衛が藩邸寄合長屋に開いた学舎で子弟の教育に当たった。天明6年（1786年）南山と共に香取神宮、鹿島神宮、筑波山等を巡り、11月19日帰国した。
帰国後、南山の紹介で天明7年（1787年）秋月藩藩校稽古館に入学した。また江戸滞在中に国学に関心を持ち、帰国後島井俊雄、田尻道足、細井三千代麿と交流を持った。3人から本居宣長高弟小篠道冲が長崎に向かったことを聞くと、同僚の佐賀出張を肩代わりして長崎まで足を伸ばしたが、行き違いになり天明8年（1788年）帰国した。
寛政元年（1789年）再び江戸詰となると、往路同僚と分かれて一人伊勢神宮に参詣し、松坂で本居宣長に会見した。江戸では野田諸成、加藤千蔭、青木菅根、村田春海、山本季鷹、久志本織江等と交流した。寛政2年（1790年）京都に上り、天明の大火で焼失した御所の仮宮遷幸の儀を拝し、江戸に戻った。

### 国元勤務
寛政6年（1794年）2月19日帰国後、3月18日沖ノ島御番を命じられ、滞在中『瀛津島防人日記』を著し、8月5日帰郷した。8月下旬、地行四番町上讃井家宅を借りて独居した。寛政7年（1795年）3月から寛政8年（1796年）春まで長崎に赴任した。寛政11年（1799年）妻の実家地行三番町久野家宅に移った。
寛政11年（1799年）組小頭木立藤次に代わって普請役所に勤め、享和2年（1802年）11月と享和3年（1803年）2月長崎に出張し、茶屋普請を監督した。享和3年（1803年） 鳥飼村入口に転居した。文化元年（1804年）香椎宮奉幣において普請小頭として社殿等修造に当たった。文化3年（1806年）3月18日香椎大宮司武内出雲守、木下薩摩守に付き添い上京して二条治孝に会見し、上田百樹、村上潔夫、千家俊信等と交流し、8月4日帰国した。
文化5年（1808年）2月浦方附頭取となり、8月15日フェートン号事件が起こると長崎で防備に当たった。文化7年（1810年）1月清輸出用俵物の数量が合わないことが発覚したため、長崎詰普請役直井剛八の下で浦方を調査し、鐘崎産鮑が兵庫港に直送されていることを突き止め対処した。
文化9年（1812年）7月伊能忠敬測量隊が来藩すると、領内の案内役を務めて『宗像宮略記』『後漢金印略考』を書き贈り、学識を絶賛された。文化9年（1812年）11月15日大坂廻米の任に当たり、12月24日帰国した。文化10年（1813年）伊能忠敬の第三次測量隊が来藩した時には、病気のため随行できなかった。
文化11年（1814年）5月4日国学家業城代組、6月10日右筆記録方となり、7月23日『続筑後風土記』編纂のため故実調査を行った。文政元年（1804年）鳥飼入口の自宅が大風の被害を受け、鳥飼茶屋之内に移った。

### 死去
天保5年（1834年）12月痰飲を患い、天保6年（1835年）2月初め悪化し、妻と共に病床に伏した。3月中旬腫気を生じ、唐人町の医師栗田元謙の診療により5月中旬快復に向かったが、8月30日妻に先立たれると、自身も12月17日に死去した。当初麁原山石丸に葬られたが、後に顕乗寺に移葬された。
大正5年（1916年）11月15日贈従四位。

## 著書
- 「筑前続風土記拾遺」
- 「筑前町村書上帳」
- 「瀛津島防人日記」[13]
- 「吾嬬旅」
- 「嘉禾勘例」
- 「飯盛神社由来記」
- 「壱岐真根子天神縁起」
- 「出雲大社神蛇記」
- 「大楯崎神社縁起」
- 「香椎廟宮記」
- 「宗像宮略記」
- 「阿満賀都の考」
- 「淳和院奨学院濫觴考」
- 「恵登理乃考」
- 「伊勢国多賀宮考説」
- 「鵁鶄考」
- 「筑紫官家考」[14]
- 「太宰府考」
- 「島門考」
- 「日本紀講説」
- 「図帳考」[15]
- 「後漢金印略考」
- 「三器略記」
- 「筑前国怡土郡三雲村古器図説」[16]
- 「筑前国怡土郡三雲村所掘出古器図考」
- 「柳園古器略考」
- 「筑前国宗像郡阿弥陀経石銘考」
- 「筑前国貞婦万佐伝」[17]
- 「菁藻文苑」
- 「筑後国一条原石人図考」 - 平成18年（2006年）世田谷伊能家で発見された[18]。

## 青柳氏

### 先祖
筑前国早良郡平群郷飯盛三所神社で祭祀を司った大蔵氏流原田氏の子孫とも、もともと壬生姓を称し平群郷田所職にあったが、原田氏の庶子を養子とした際大蔵姓を称し、種を通字としたともいう。
青柳種富の代で福岡城下に移り福岡藩鉄砲組先手となり、孫市種英を経て、喜平次種清の代で地行六番町下之組に移った。

### 家族
父利三太勝種は早良郡麁原村井本清右衛門勝清の長男で、野芥村に転居した後青柳家養子となり、天明5年（1785年）6月20日62歳で死去した。母金は濁池弓組側筒役岡村斉兵衛の娘で、天明5年（1785年）4月22日48歳で死去した。兄忠八は父の実家井本家を継いだ。
妻都知は地行三番町久野曽七三女で、その母が野芥村出身の縁で寛政10年（1798年）結婚し、天保6年（1835年）8月30日死去した。
長男長野種正、次男青柳種春は共に国学者。長女松は享和2年（1802年）7月15日生まれで、黒田斉隆側室新間の方側次女中を務めた。次女梅は文化4年（1807年）5月27日に生まれ、文化8年（1811年）2月西新町片原御無足組末永喜八伜源七に嫁いだ。

### 子孫
次男種春は紺屋町城代組小田千次郎次男和一郎を養子にした。和一郎は明治16年（1883年）那珂郡下警固村大鋸谷に移り、明治23年（1890年）12月27日死去した。
その長男常樹は下警固紅葉山に移り、大正14年（1925年）9月29日死去した。